# ويليام ليرد الثالث
ويليام ليرد الثالث هو محامي وسياسي أمريكي، ولد في 2 يونيو 1916 في مونتغمري في الولايات المتحدة، وتوفي بنفس المكان في 7 يناير 1974. نشط حزبياً في الحزب الديمقراطي. وقد انتخب عضو مجلس الشيوخ الأمريكي ‏ عن دائرة West Virginia Class 1 senate seat ‏ وقد انضم خلال فترته النيابية ‏ (13 مارس 1956 – 6 نوفمبر 1956) للكتلة البرلمانية الحزب الديمقراطي.